# Silene petrarchae
Silene petrarchae är en nejlikväxtart som beskrevs av Ferrarini och Cecchi. Silene petrarchae ingår i släktet glimmar, och familjen nejlikväxter. Inga underarter finns listade i Catalogue of Life.